# گدسبی (رمان)
گدسبی (Gadsby) داستانی است نوشته ارنست وینسنت رایت (Ernest Vincent Wright). گدسبی چهارمین کتاب رایت است. این داستان ساخته شده از ۵۰٬۱۰۰ واژه است که در هیچ‌کدام از آنها از حرف E استفاده نشده‌است.
اینگونه بازی با واژه‌ها را اصطلاحاً نوشته‌های واج‌اُفتان (Lipogram) می‌گویند.